# 셀 (드래곤볼)
셀은 토리야마 아키라의 만화 드래곤볼 애니메이션의 등장 인물이다.

## 행적
- 일본 : 와카모토 노리오
- 대한민국 : 임성표(비디오 Z), 김환진(비디오 GT), 최석필(투니버스), 최낙윤(대원방송)

닥터 게로가 개발한 컴퓨터에 의해, 손오공 등 무도의 달인들의 여러 가지 세포를 조합해 할 수 있던 바이오 테크놀러지에 의한 인조인간. 전체 인조인간 중에서 가장 높은 전투력을 가진다. 인조인간 17호, 18호 남매를 흡수해 전투력이 더욱 상승하였고 그 전투력으로 인해 16호까지 파괴된다. 그 뒤에 초사이어인으로 각성하는데 성공한 손오공과 손오반 부자와 대결을 펼치고, 이들을 도우려는 피콜로와 트랭크스, 크리링, 베지터를 분산시키기위해 자신의 부하(혹은 자식들)을 내보내 싸우게한다. 그러나 결투에서 패하자, 그는 최후의 수단으로 1차자폭을 하나 실패한 뒤에 다시 재생된뒤 손오공과 함께 2차 자폭을 시행함으로써 소멸된다. (이때 오공도 자폭의 영향으로 죽게 되지만 나중에 셀의 머리에 있던 핵덕분에 다시 되살아난다.) 저승에서 프리저와 함께 손을 잡아 사악한짓을 하지만 파이크한(파이쿠한)에 의해 저승의 감옥에 갇혀버린다.

## 같이 보기
- 제노봇